# قصة حبي!!

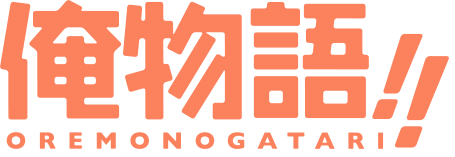

قصة حبي!!، معروفة أيضا في اليابان باسم إنها قصتي!! (俺物語!!)، هي سلسلة مانغا رومانسية كوميدية من كتابة كازوني كاواهارا ورسم آروكو. تصدر المانغا الآن في مجلة بيساتسو مارغاريت الخاصة بشوئيشا، ونشرتها فيز ميديا بالإنجليزية. وفي عام 2013 فازت المانغا بجائزة كودانشا للمانغا لفئة مانغا الشوجو. أنتجت مادهاوس أنمي تلفزيوني لهذه القصة، بدأ عرضه في أبريل 2015 وتم إصدار فيلم بنفس الاسم في 31 أكتوبر 2015.

## القصة
تتابع القصة تاكيو غودا، تلميذ طويل وقوي البنية ليس لديه حظ كثير من النساء، فكل فتاة تعجبه ينتهي بها الأمر مع أعز أصدقاءه، ماكوتو سوناكاوا، الجذاب والوسيم. تغير كل هذا عندما أنقذ رينكو ياماتو، فتاة صغيرة خجولة، وقعت في حب تاكيو، ما بدأ قصة حب فريدة من نوعها.

## روابط خارجية
- قصة حبي!! على موقع ANN manga (الإنجليزية)